# Burg Marsbach
Die Burg Marsbach ist eine Burg im Donautal südlich von Marsbach bei Hofkirchen im Mühlkreis in Oberösterreich. Die Burg ist der älteste Adelssitz des oberen Mühlviertels. Von der Anlage, die Festungscharakter hat, kann man die Donau von Niederranna bis zur Schlögener Schlinge einsehen. Dies war für die dort ansässigen Fehderitter, heute verkürzend als Raubritter bezeichnet, von großer Bedeutung.

## Geschichte
Die Burg Marsbach (castrum morspah) war passauischer Eigenbesitz und die sich nach der Burg nennenden Marsbacher, eine Seitenlinie der Herren von Wesen, waren bischöfliche Ministerialen. Sie leiten sich von Wernhard von Wesen (ca. 1165–1190) ab, der sich um 1170 erstmals nach Marsbach nennt (der Beleg „Raffoldus de Morspah“ zu 1075 ist eine Fälschung). In einer Passauer Urkunde aus dem Jahre 1226 wird Otto von Marsbach als Ministeriale genannt.
Aufgrund einer Achterklärung durch König Heinrich VII. war Heinrich von Marsbach 1248 gezwungen, das „castrum marspach“ dem Bischof von Passau zur Wiedergutmachung auszuliefern. Otto von Marsbach bestätigte im Jahre 1255 die Unterwerfung, 1266/67 jedoch eroberte er mit seinem Bruder Ortolf II. die väterliche Burg und vertrieb seinen Vater Ortolf I., der nach Passau flüchtete. Ein Schiedsspruch Herzog Heinrichs XIII. von Bayern 1268 brachte nur kurzfristig Friede, bald danach flackerte die Fehde wieder auf. Otto von Marsbach machte im Verein mit Pilgrim von Falkenstein und Konrad von Tannberg die Wege zwischen Passau und Eferding unsicher. Erst 1281 wurde durch Herzog Albrecht I. von Österreich und Herzog Heinrich von Bayern der Streit beigelegt, die Marsbacher wurden mit Besitzungen in Bayern abgefunden und Marsbach kam wieder unter die Bischöfe von Passau. Die Burg wurde von Pflegern verwaltet oder bei Bedarf auch verpfändet. 1303 war Leopold von Marsbach Burggraf, 1367 Chunrat Herleinsperger Pfleger. Die Marsbacher starben 1380 aus. 1486 scheinen Othmar und Mattheus Oberhaimer hier auf. Die herausragende Lage der Burg führte wieder zu Landfriedensbruch und Raubrittertum. 1520 wurde Marsbach von Herzog Ernst von Bayern und 150 Passauer Bürgern erobert, Ritter Othmar Oberhaimer wurde gefangen genommen, verurteilt und enthauptet. Die Burg kam dann wieder an passauische Pfleger. Die Oberhaimer starben 1589 aus.
Im Jahr 1529 wurden die Verwaltung der Passauer Besitzungen im Mühllande (Mühlviertel) und das vorher in Velden (das heutige Neufelden) bestehende Landgericht nach Marsbach verlegt. Als Oberpfleger für das Mühlviertel sind zu nennen: Leonprecht Haunreuter (1528), Christoph Libenauer, Wolfgang Friedrich Moll (1541), Thomas Neuhofer (1548), Veit Tattenbeck (1591–1624). In der Zeit der Türkenkriege diente Marsbach 1594 als Fluchtburg für die Bevölkerung.

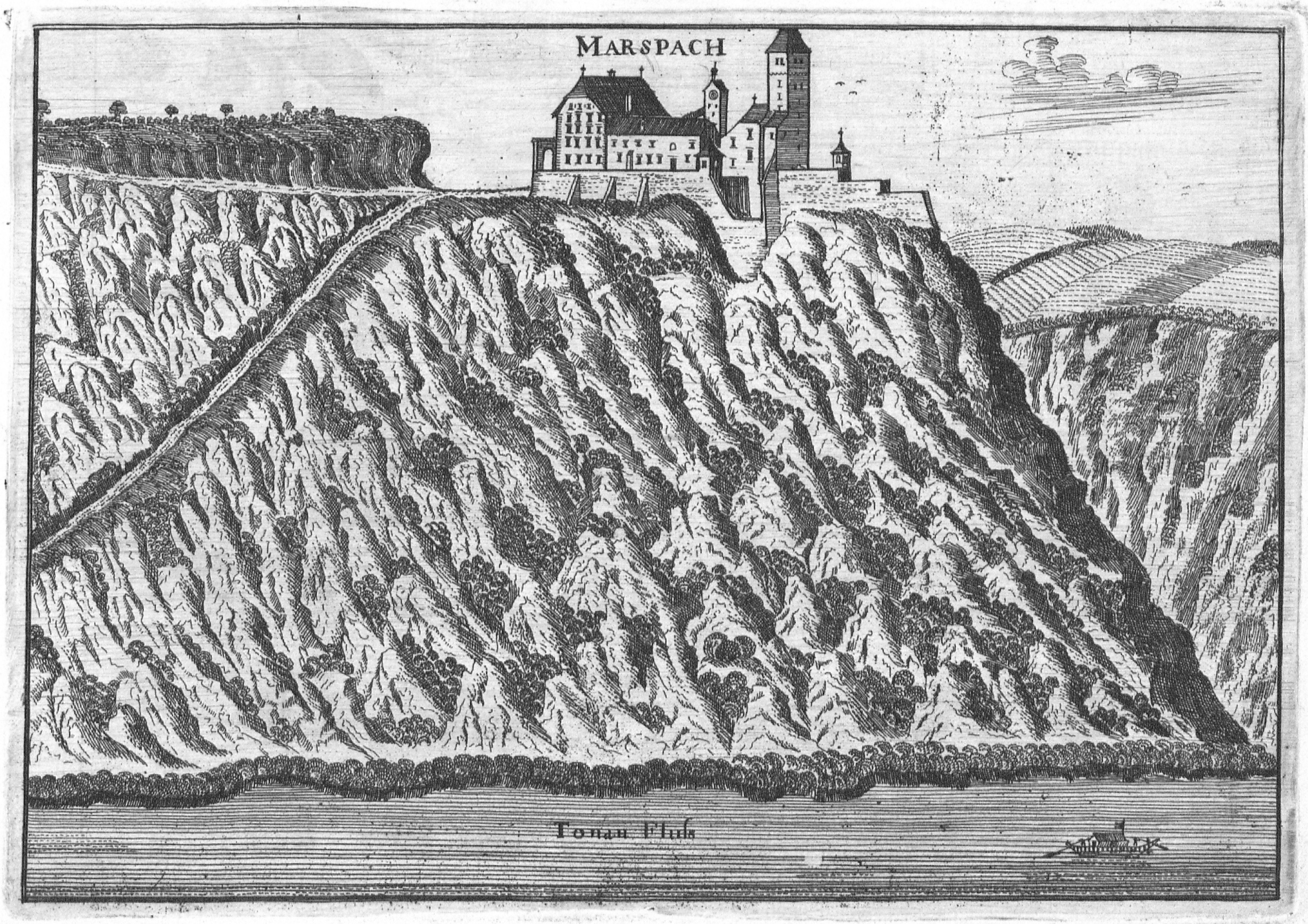
Burg Marsbach nach einem Stich von Georg Matthäus Vischer von 1674

In den Jahren von 1561 bis 1598 ließ Bischof Urban die baufällige Anlage im Stile der Renaissance renovieren und die alte Burg wurde mit Ausnahme des Turmes abgebrochen. 1610 wurde Marsbach vom Passauer Kriegsvolk erobert, in den Bauernkriegen wurde Marsbach von einem Bauernhaufen unter Führung des protestantischen Bäckers David Spatt aus Haibach erobert, die 100 Mann bayerische Besatzung wurde niedergemetzelt und die Burg teilweise zerstört. 1612 verpfändete Bischof Leopold V. von Passau Burg und Herrschaft für sechs Jahre an Georg von Tattenbach. 1791 kam Marsbach an den hochfürstlichen Hofkammerrat Franz Xaver Josch, blieb aber unter passauischer Herrschaft.
Nach der Säkularisation von 1803 des Bistums Passau kam Marsbach unter österreichische Herrschaft. Es wurde im Jahre 1805 Kammergut und im Jahre 1824 öffentlich versteigert. Bis 1848 war Marsbach Sitz des Landgerichtes.
Weitere Besitzer waren: Josef Stengl aus Steyer (der wertvolle Einrichtungsgegenstände verkaufte), Anton und Mathilde Sigmund (1860–1869). Mitte des 19. Jahrhunderts wurde es von Eduard Ritter von Krenn erworben, Nachfolgerin wurde Anna Krenn (ab 1905) und Norbert Mayr (ab 1939).

## Schloss Marsbach heute
Die Burg liegt an einem Steilabfall zur linken Donauseite hin. Der dreigeschoßige rechteckige Hauptbau mit Rundturm trägt im Hofraum die Jahreszahl 1586. An diesen schließt der langgestreckte Südflügel. An der Nordseite steht ein kleiner Rundturm und im äußersten Osten ist der viereckige Bergfried von der alten Burg zu sehen.
Im Jahr 1957 wurde die Anlage zu einem Schlosshotel ausgebaut; dieses ging jedoch in Konkurs. Danach wurde Marsbach von Georg Stradiot erworben, dessen Familie die Burg nun privat nutzt. Seit 2010 wird die Burganlage umfassend renoviert.

Burg Marsbach
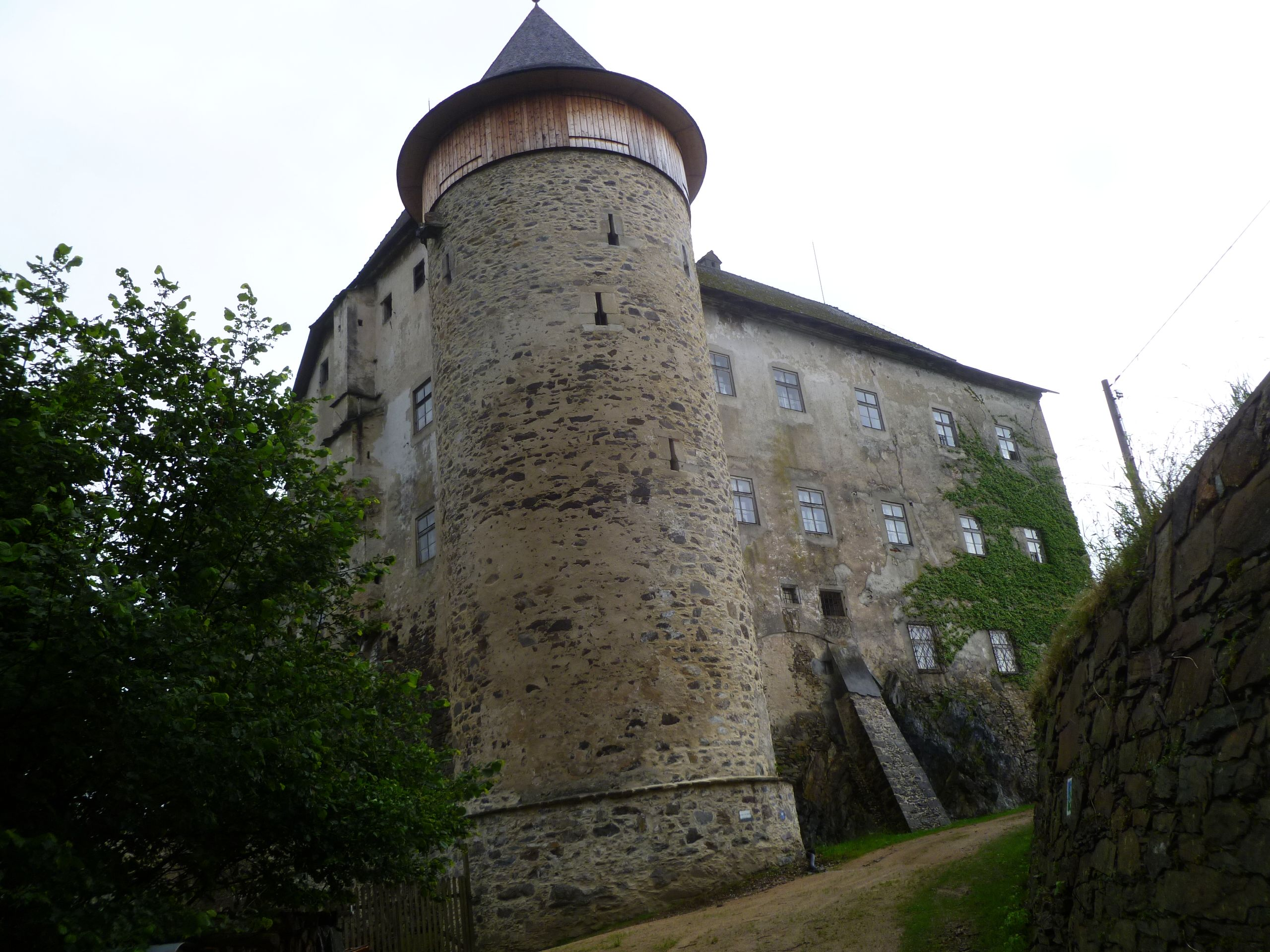
Burg Marsbach (Rundturm)
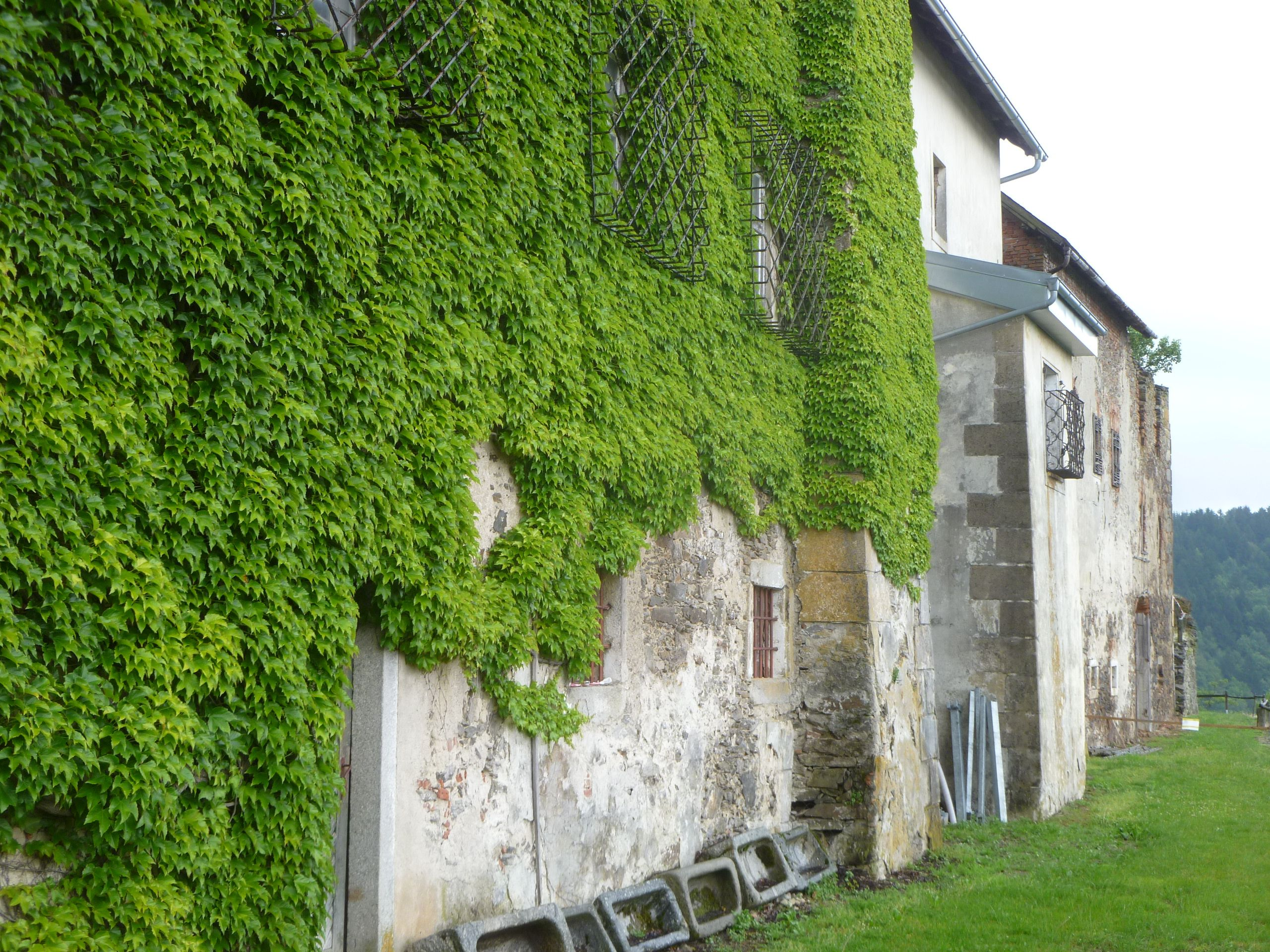
Burg Marsbach (Südflügel)
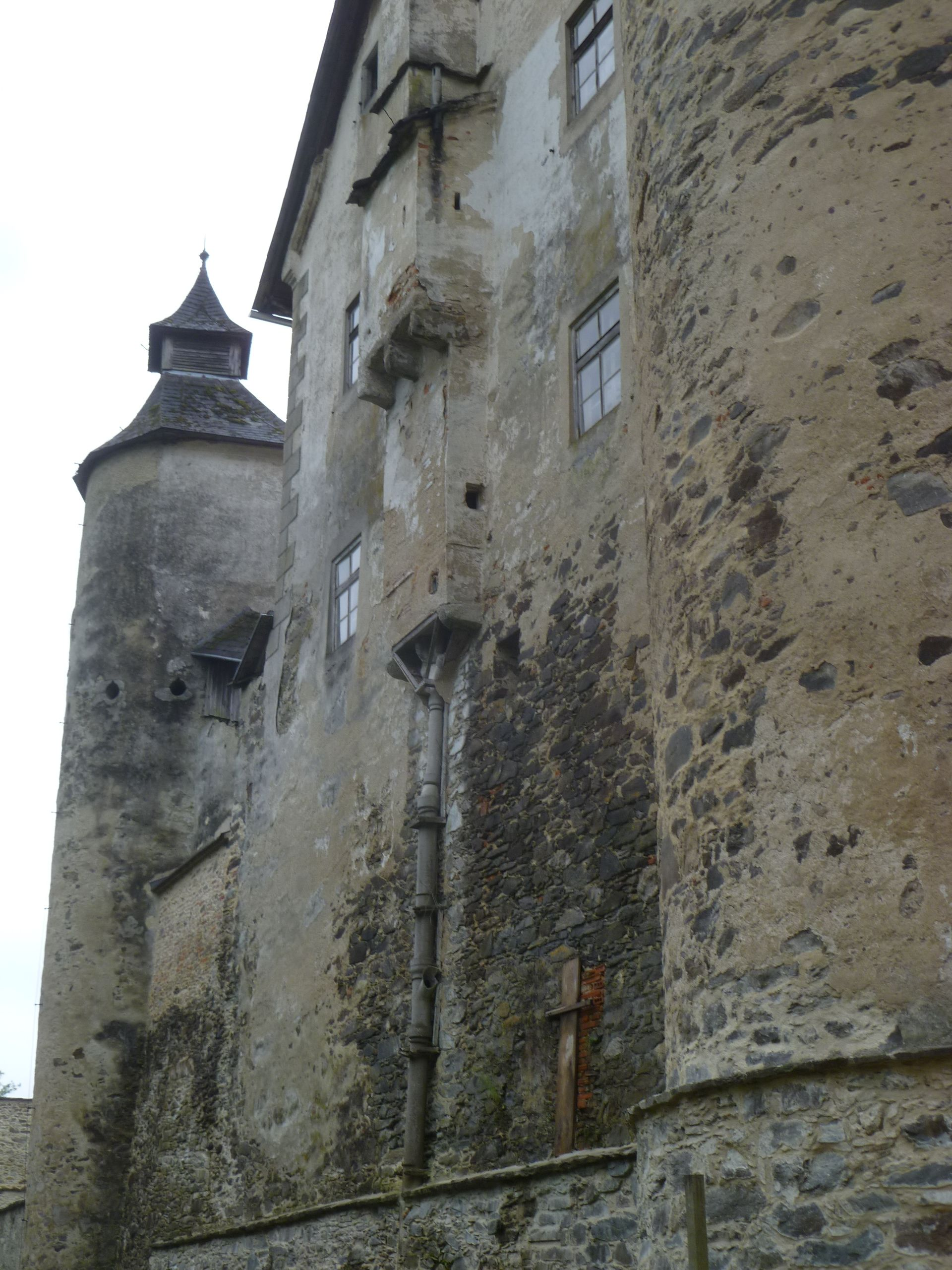
Burg Marsbach (Nordseite)
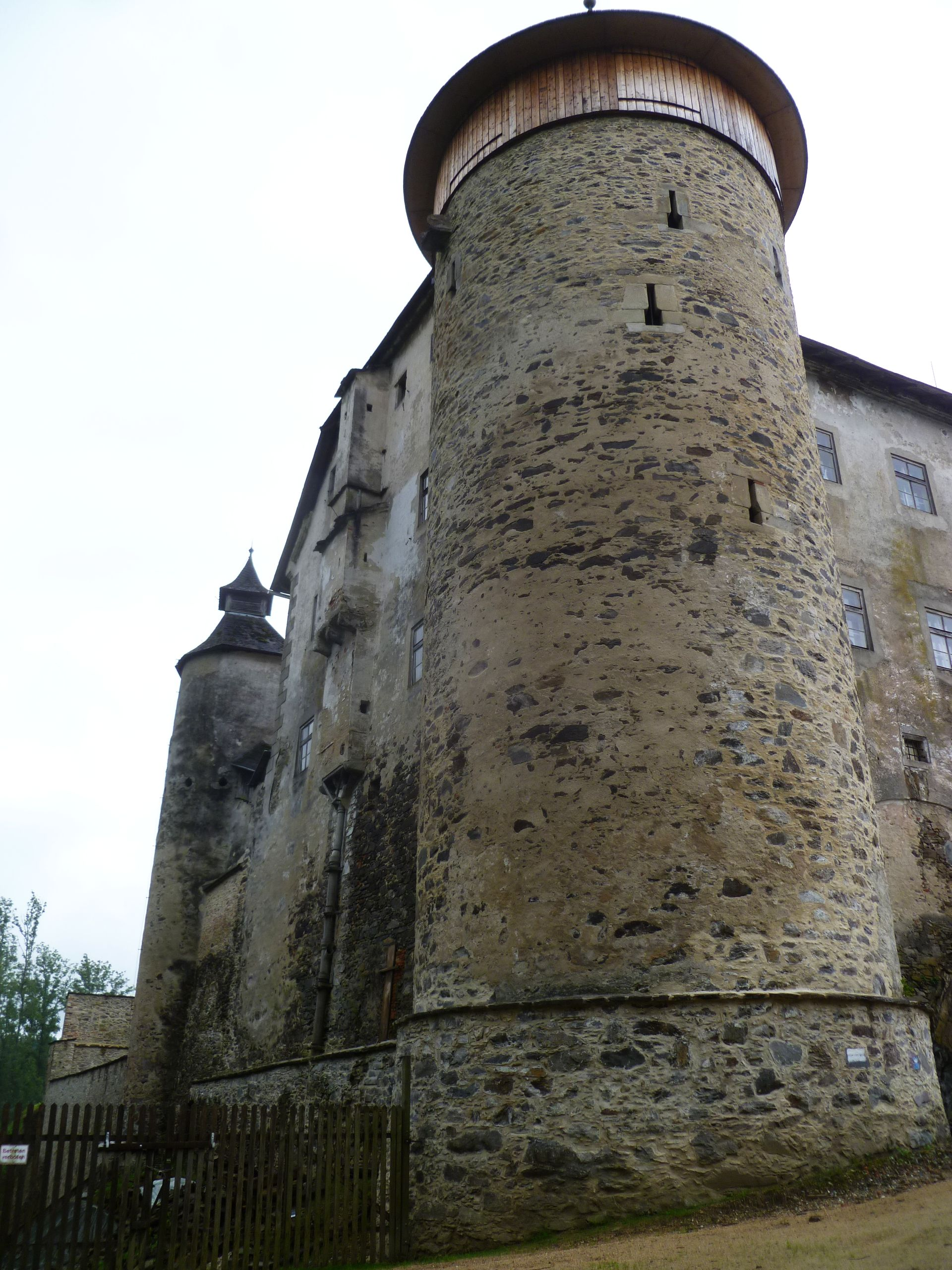
Burg Marsbach (Rundturm)